# Karl Hausherr
Karl Hausherr (* 15. November 1922 Grabs, Kanton St. Gallen; heimatberechtigt in Rottenschwil, Kanton Aargau; † 6. Februar 2017) war ein Schweizer Maler, Grafiker und Zeichenlehrer. Er entwarf u. a. die Fenster für die römisch-katholische Kirche Konolfingen im Kanton Bern.
Hausherr war seit 1956 mit einer Tochter (Reinhild von Kleist) des konservativen Politikers und Widerstandskämpfers gegen den Nationalsozialismus Ewald von Kleist-Schmenzin verheiratet. Mit ihr hatte er drei Töchter. Ein Schwager war der Wehrmachtsoffizier und Widerstandskämpfer Ewald-Heinrich von Kleist.